# Ulmus laciniata
Ulmus laciniata är en almväxtart som först beskrevs av Ernst Rudolf von Trautvetter, och fick sitt nu gällande namn av Heirich Mayr. Ulmus laciniata ingår i släktet almar, och familjen almväxter. Inga underarter finns listade i Catalogue of Life.
Trädet förekommer i Japan, på Sachalin, på Koreahalvön och i angränsande regioner av Kina. Det ingår vanligen i skogar. För beståndet är inga hot kända. IUCN listar arten som livskraftig (LC).

## Bilder

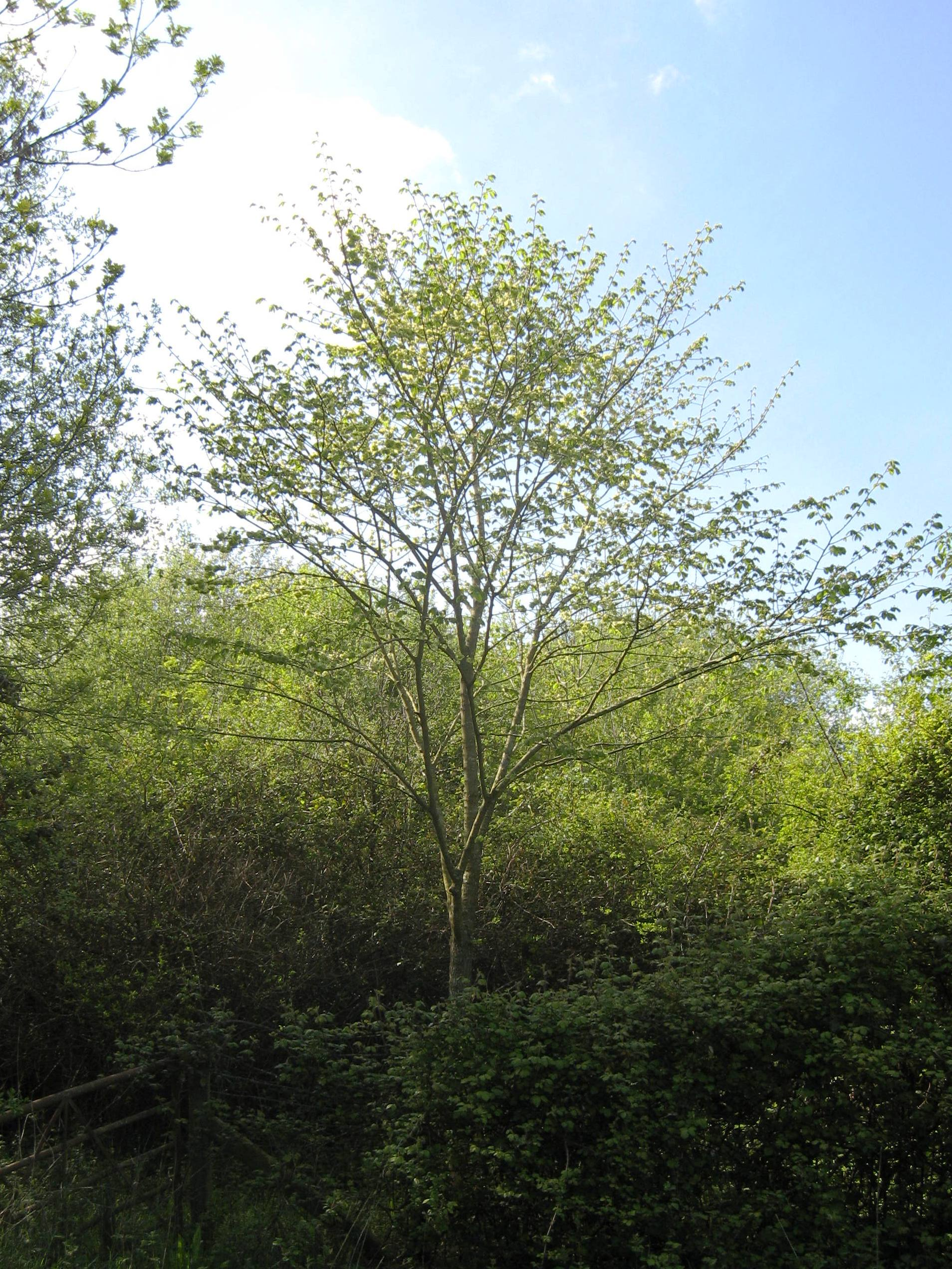
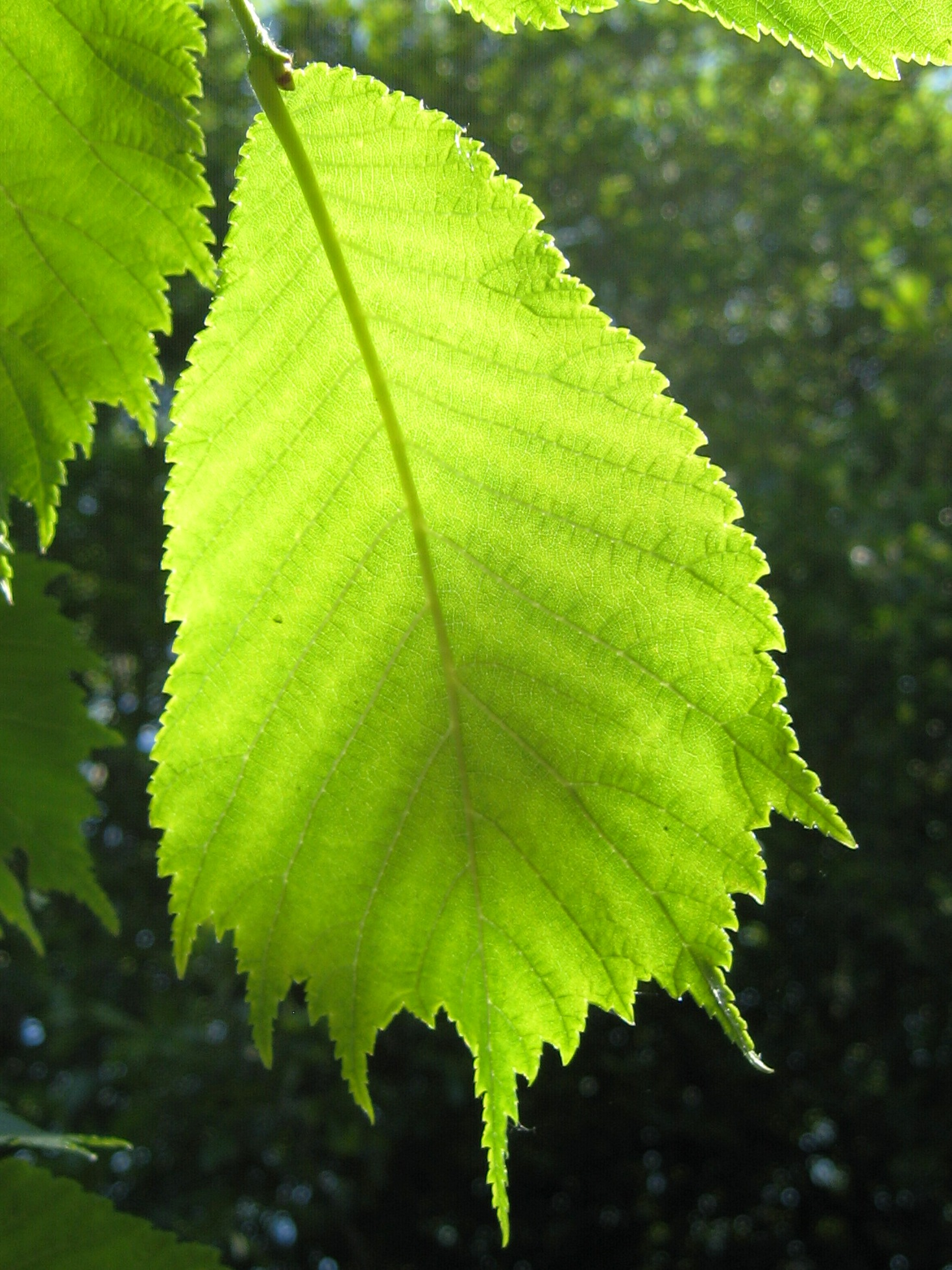
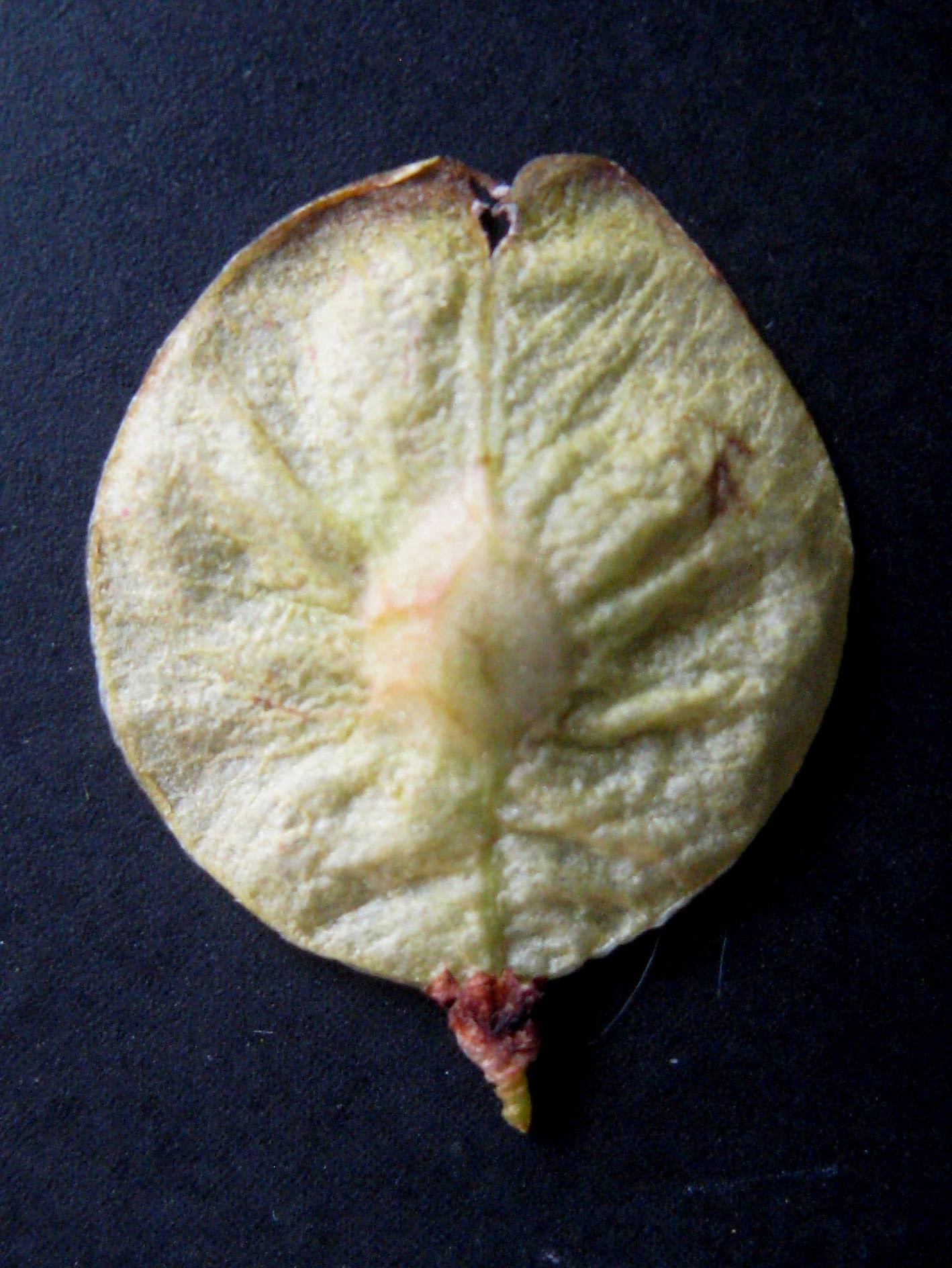
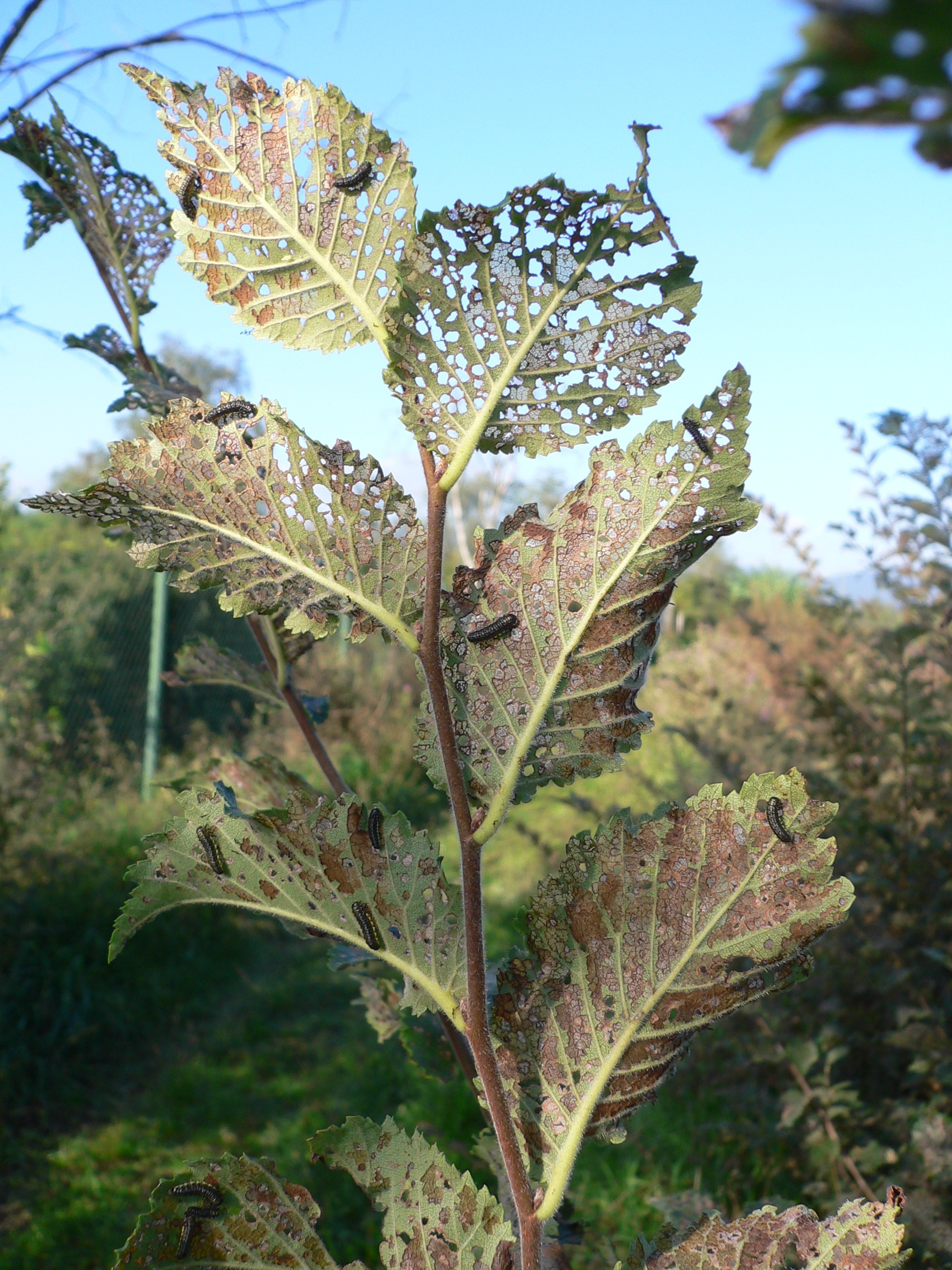